# Nemopilema nomurai
La medusa nomura (エチゼンクラゲ, echizen kurage) o medusa gigante (Nemopilema nomurai) es una especie de medusa de la clase de los escifozoos, que se encuentra en los mares circundantes a Japón, en las aguas entre China, Corea y Japón. Es la más grande y pesada de su clase. Una medusa nomura puede llegar a medir 3,5 m y pesar hasta 220 kg.

## Reproducción
La reproducción de estas especies se ha incrementado notablemente desde la década de los 2000 en Japón, por lo que se ha empezado a tomar como una plaga para las zonas costeras.
Los científicos creen que se debe a la explotación desmedida de peces, quienes suelen comer medusas pequeñas y competir por el zooplancton que les sirve de alimento. De persistir esta tendencia, de acuerdo con la Australian Commonwealth Scientific and Research Organization estas criaturas podrían convertirse muy pronto en los auténticos "reyes de los mares".